# Егвард
Егвард (на арменски: Եղվարդ) е град, разположен в провинция Котайк, Армения. Населението му през 2011 година е 11 672 души.

## Население
- 2001 – 10 783 души
- 2009 – 12 212 души
- 2011 – 11 672 души